# Bonamico (vitigno)
Il Bonamico è un vitigno a bacca nera coltivato principalmente in Toscana. In particolare nelle provincie di Pisa e Lucca.
Il Bonamico è escluso dall'impiego in zone pregiate, o per la produzione di grandi vini destinati all'invecchiamento, ma viene consigliato per produrre vini da pasto.